# Конан III (герцог Бретані)
Конан III Гладкий (брет. Konan III, фр. Conan III le Gros; нар. бл. 1095/1096 — пом. 17 вересня 1148) — герцог Бретані у 1112—1148 роках.

## Життєпис
Походив з роду Корнуай. Син Алена IV, герцога Бретані, та Ерменгарди Анжуйської. Народився 1095 або 1096 року. 1112 року батька через хворобу зрікся влади, передавши її Конану.
У 1113 році визнав зверхність Генріха I, короля Англії. разом з тим це була номінальна залежність. У 1112—1115 роках Конан III керував, спираючись на поради своєї матері. 1118 року герцог Бретані оженився на позашлюбній доньці англійського короля.
У 1120 році герцог виступив проти Одо, барона Пончато, та Саварі, віконта Донґеса, який стали спустошувати маєтності абатства Сен-Совер в Редоні. До 1125 року Конан III захопив усі замки ворохобників.
Разом з тим Конан III дотримувався союзних стосунків з Людовиком VI Гладким, королем Франції. У 1122 та 1126 роках брав участь у поході французького короля проти Вільгельма VI, графа Оверні, на захист єпископа Клермону.
У 1124 році був учасником великих зборів в Реймсі королівства Франції, причиною яких було вторгнення до меж держави Генріха V, імператора Священної Римської імперії. 1128 року, спираючись на підтримку католицьких прелатів, почав приборкувати впливових феодалів — графів Леону та Пент'євру. Того ж року зібрав в Нанті збори, на яких було прийнято рішення щодо обмеження прав феодалів на спадщину їх васалів. При цьому було скасовано бретонське право.
У 1132—1135 роках вимушений був діяти проти амбітних баронів Вітрі — спочатку Андре I, потім Роберта II, а також їхнього родича Гі III де Лаваля. 1135 року підтримав Стефана Блуаського в боротьбі за трон після смерті Генріха I, короля Англії.
З 1140 року став надавати численні пожертви майном та землями впливовим абатствам Бретані, особливо цистерціанському абатству Бузей. У 1144 році почалася війна з Жоффруа V, графом Анжу і герцогом Нормандії. Конан III зазнав поразки, тому вимушений був відмовитися від союзу зі Стефаном, королем Англії, а також замиритися з родами Вітрі та Лаваль, повернувши їм замки.
У 1148 році перед смертю оголосив спадкоємцем онука Конана (сина доньки Берти та Алена Чорного). При цьому були скасовані права сина Гоеля.

## Родина
Дружина — Матильда, позашлюбна донька Генріха I, короля Англії.
Діти:
- Констанція (д/н—1148), дружина Жоффруа III, графа Мена
- Берта (бл. 1114—1156), дружина: 1) Алена Чорного, графа рішмонда; 2) Одо, графа Пороета
- Гоель (д/н—1156)